# Пьечайтис, Миндаугас
Миндаугас Пьечайтис (лит. Mindaugas Piečaitis) (р. 1969) — литовский композитор и дирижёр, работавший с рядом ведущих литовских музыкальных организаций. Свою широкую известность получил как композитор и дирижёр камерного оркестра после исполнения одного из его сочинений в ансамбле с Норой, кошкой друзей композитора, способной играть на фортепиано.
 Премьера этого необычного произведения состоялась 5 июля 2009 года, где солистку-кошку сопровождал Клайпедский камерный оркестр.

## Биография
Миндаугас Пьечайтис родился в Вильнюсе. В 1987 году он окончил специальную школу искусств имени Микалоюса Чюрлёниса, а в 1990-х получил высшее образование в Литовской музыкальной академии по специальностям хорового, оркестрового и оперно-симфонического дирижирования. После этого Пьечайтис работал дирижёром-постановщиком в Литовском национальном театре оперы и балета, Каунасском музыкальном театре, а также дирижёром в Литовском государственном симфоническом оркестре и Клайпедском музыкальном театре. В настоящее время Пьечайтис работает преимущественно с Клайпедским камерным оркестром.
Пьечайтис известен своим новаторским подходом к классической музыке, поддержкой молодых музыкантов в их карьере и включением их в свои выступления.

## CATcerto
Своё первое произведение, названное «CATcerto», Пьечайтис написал после того, как получил по электронной почте письма, в которых рассказывалось о Норе. Её владельцы ответили на его просьбу о съёмке видео, что и привело к появлению данного камерного концерта; Премьера произведения состоялась 5 июня 2009 года под управлением автора, дирижировавшего камерным оркестром. Запись премьеры была загружена на YouTube на канал автора в июле 2009 года. Следующее живое исполнение состоялось на фестивале  Hot Springs Music Festival в 2010 году. После этого состоялось ещё несколько живых исполнений, не только в США, но и в Белградской филармонии в 2013 году (дирижёр Миша Дамев). 
По форме «CATcerto» представляет собой четырёхминутный одночастный концерт, изложенный в трёхчастной форме, с использованием подготовленной видеозаписи (аналогично произведениям для магнитофонной ленты 1960-1970-х годов), на которой записано исполнение Норой отдельных звуков, которые с помощью оркестровой фактуры и видеомонтажа Пьечайтис сумел преобразовать в солирующую партию фортепиано.
Премьера концерта сделала Нору интернет-мемом. На волне успеха произведения Пьечайтис открыл специальный сайт, посвящённый своему произведению, на котором можно скачать аранжированные темы из концерта.